# Kirche Zum Heiligen Kreuz (Sülbeck)

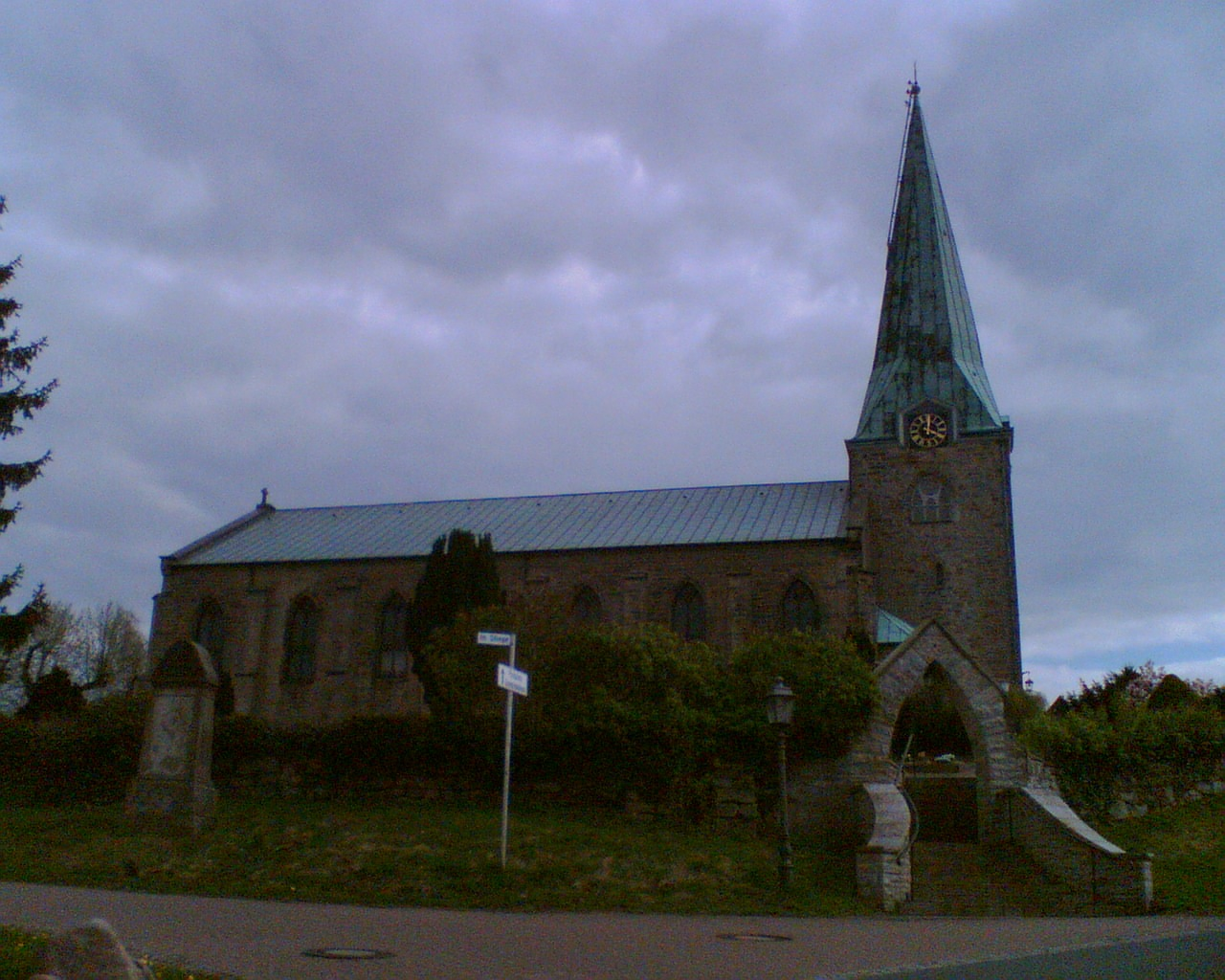
Zum Heiligen Kreuz

Die evangelisch-lutherische denkmalgeschützte Kirche Zum Heiligen Kreuz steht in exponierter Hügellage von Sülbeck, einem Ortsteil der Gemeinde Nienstädt im Landkreis Schaumburg in Niedersachsen. Die Kirchengemeinde gehört zur Evangelisch-Lutherischen Landeskirche Schaumburg-Lippe.

## Beschreibung
Der Kirchturm im Westen aus Bruchsteinen stammt aus der zweiten Hälfte des 13. Jahrhunderts. Er hat ein kleines spitzbogiges Portal, darüber im Obergeschoss Maßwerkfenster. Bedeckt ist er mit einem langgezogenen achteckigen Helm. Das von Strebepfeilern gestützte Kirchenschiff aus sieben Achsen wurde 1860 angefügt, ebenso die halbrunde Apsis im Osten. Das flache Satteldach ist heute kupfergedeckt. 
Der Innenraum wird von hölzernen Emporen in drei Bereiche geteilt, der mittlere ist mit einem Gewölbe, die seitlichen sind mit Flachdecken überspannt. Das Kruzifix mit Jesus Christus in Lebensgröße ist um 1175 entstanden, es ist ein Viernageltypus. Das  spätgotische Sakramentshaus war bis 1960 in der Friedhofsmauer eingelassen. Die Orgel mit drei Registern, einem Manual und einem Pedal wurde von der Karl Schuke Berliner Orgelbauwerkstatt gebaut. Sie wurde der Kirche vom König geschenkt.